# Eknön
Eknön är ett naturreservat som omfattar ön med samma namn i mynningen till Slätbaken i  Söderköpings kommun i Östergötlands län.
Området är naturskyddat sedan 2009 och är 20 hektar stort. Reservatet består av strandängar, lövskogar med ädellövträd och barrskogar på högre liggande mark.